# Плехов, Олег Анатольевич
Оле́г Анато́льевич Пле́хов (род. 9 июля 1974, Пермь) — российский учёный-механик, доктор физико-математических наук (2010), профессор Российской академии наук (2016), член-корреспондент Российской академии наук (2022), директор Пермского федерального исследовательского  центра УрО РАН (2022), член Президиума Уральского отделения Российской академии наук (2022). 

## Биография
С 1981 по 1989 год учился в Школе № 1 Кировского района города Перми. В 1991 году окончил лицей № 1 при Пермском политехническом институте, Пермский политехнический университет (1997) и аспирантуру Института механики сплошных сред УрО РАН (2000). 
В 2000 году защитил кандидатскую диссертацию «Моделирование нелинейной динамики трещин и локализованного разрушения в волнах нагрузки», в 2009 году — докторскую диссертацию «Структурно-кинетические механизмы деформирования и разрушения материалов в крупнозернистом и субмикрокристаллическом состояниях». Занимал должности ведущего научного сотрудника, заместителя директора по науке ИМСС УрО РАН.
В 2022 году получил степень MBA в Институте бизнеса и делового администрирования в Российской академии народного хозяйства и государственной службы при Президенте Российской Федерации (ИБДА РАНХиГС).
Профессор кафедры динамики и прочности машин ПНИПУ и кафедры механики сплошных сред и вычислительных технологий механико-математического факультета ПГНИУ, читает спецкурсы по механике разрушения.
Член редколлегии журналов «Fracture and Structural Integrity», Diagnostics, Resource and Mechanics of materials and structures, Геосистемы переходных зон, Вестник Пермского федерального исследовательского центра.
Член Российского национального комитета по теоретической и прикладной механике. Член Российского национального комитета ESIS (Европейского общества структурной прочности).
Эксперт РАН, РФФИ и ФГБНУ НИИ РИНКЦЭ, член Экспертного совета РНФ.
Лауреат премии Пермского края первой степени за лучшую работу в области физико-математических наук в 2017 году.
Автор более 300 статей в российских и международных журналах.

## Научная деятельность
Основные направления исследований связаны с термодинамикой процессов пластического деформирования и разрушения конструкционных материалов. Выполнен цикл фундаментальных исследований процессов накопления и диссипации энергии в металлах, получены новые результаты в области описания диссипативных и прочностных свойств перспективных наноструктурированных материалов, предложены методики для быстрой оценки предела усталости, исследованы особенности разрушения металлов в области гигацикловой усталости, разработаны практические аспекты реализации методов повышения усталостного ресурса конструкционных материалов.
В научных работах Плехова О.А. впервые в Российской Федерации была показана эффективность применения метода инфракрасной термографии при исследовании задач накопления и диссипации энергии. Создан метод, включающий в себя методические, программные и аппаратные решения, позволяющий проводить анализ эволюции источников тепла в материале в процессе деформирования и разрушения. Получены новые результаты в области термодинамики процесса распространения усталостных трещин в металлах, инициировавшие активные исследования данного вопроса в различных исследовательских центрах в России и за рубежом. Показана возможность эффективного использования метода инфракрасной термографии при проведении междисциплинарных исследований, в частности, в процессе диагностики ряда социально значимых заболеваний.
Плеховым О.А. выполнен широкий комплекс экспериментальных и теоретических исследований, посвящённых анализу напряжённо-деформированного состояния в окрестности концентраторов напряжений.  На основе анализа автомодельных решений уравнений, описывающих поведение ансамбля мезоскопических дефектов, предложено  обобщение теории критических дистанций на случай динамического нагружения. Ряд теоретических и прикладных результатов был получен впервые.
Плеховым О.А. получены новые теоретические и экспериментальные результаты в области поведения металлов при нагружении в режиме гигацикловой усталости. Предложены экспериментальные методики для анализа особенностей процессов накопления дефектов и перехода от дисперсного к макроскопическому разрушению в режиме гигацикловой усталости. Полученные результаты нашли практическое применение в работах с предприятиями авиастроительного и военно-промышленного комплексов.
Плеховым О.А. получены новые определяющие соотношения, описывающие баланс энергии в материале в процессе деформирования и разрушения, на базе развития традиционной структурно-энергетической теории предложены новые энергетические критерии разрушения. В результате теоретических исследований создана база для 3D численного моделирования процессов деформирования и разрушения, накопления энергии в материале в процессе деформирования, зарождения и распространения усталостных трещин. Проведено моделирование процессов перехода от прямолинейного к ветвящемуся режиму распространения трещин и распространения волн разрушения в хрупких материалах.
На протяжении последних лет Плехов О.А. активно работает в области моделирования механического поведения процессов деформирования и разрушения замороженных грунтов. Теоретические исследования в данной области получили поддержку Российского фонда фундаментальных исследований, практические результаты нашли реальное применение при создании инновационных систем мониторинга ледопородных ограждений в России и за рубежом.
Под руководством Плехова О.А. в Институте создана лаборатория Термомеханики твёрдых тел, совместно с сотрудниками лаборатории им создан единственный в России роботизированный комплекс для реализации метода лазерной ударной проковки металлов и сплавов, позволяющий проводить широкий комплекс исследований по взаимодействию интенсивного лазерного излучения с веществом. С использованием комплекса получены новые результаты в области дизайна остаточных напряжений в изделиях сложной геометрии и выполнен ряд практических работ по повышению усталостного ресурса сплавов авиационного назначения.
Плехов О.А. автор более 260 научных публикаций (по данным РИНЦ индекс Хирша 18), в том числе 160 зарубежных публикаций (по данным Scopus и WoS, индекс Хирша 15). Результаты его исследований неоднократно представлялись на Всероссийских и Международных конференциях по механике деформируемого твёрдого тела.  Подготовил четырёх кандидатов физико-математических наук.
Плехов О.А. активно развивает международное сотрудничество. За время научной работы в институте Плехов О.А. прошел длительные научные стажировки в исследовательском центре Карлсруэ (Германия), в лаборатории LAMEF-ENSAM (Франция), Политехническом институте г. Турина (Италия), Университете Шеффилда (Великобритания). Плехов О.А. участвовал в совместных проектах с ведущими российскими и зарубежными научными центрами Германии, Франции, Италии, Великобритании, Индии. По инициативе Плехова О.А. в 2012, 2019 2022 годах были подготовлены специальные выпуски журнала Итальянской группы по разрушению, посвящённые современному состоянию исследований в области механики разрушения в России. С 2020 года Плехов О.А. участвует в работе научного цента мирового уровня «Сверхзвук».